# Jon Santamaría Bengoa
Jon Santamaría Bengoa (San Sebastián, 8 de mayo de 1982) es un jugador profesional de baloncesto que juega en la posición de base y que mide 1,95 m.
Jon Santamaría es un buen director de juego e intenso en defensa. No destaca por contar con unos números espectaculares pero siempre aporta a los equipos en los que ha jugado. Posee buenas condiciones para el baloncesto: tiene una excelente planta física, sus fundamentos técnicos son correctos y su capacidad de trabajo es excelente.

## Clubes
- Categorías inferiores Askatuak San Sebastián
- Categorías inferiores Valencia Basket
- 1999-2000 Júnior Tau
- 2000-2001 EBA - Eresa Valencia
- 2001-2002 LEB2 - Datac Gipuzkoa Basket
- 2002-2003 LEB2 - C.B. Valls Fèlix Hotel (19/12/02 Cortado tras nueve partidos)
- 2002-2003 EBA - Balneario Archena (desde 09/01/03: juega 16 partidos)
- 2003-2004 EBA - Adoz Atletiko-UPV
- 2004-2005 ACB - Tau Cerámica (01/10/04 Contrato de 15 días)
- 2004-2005 LEB - Alerta Cantabria (desde 28/10/04)
- 2005-2006 LEB - Bruesa GBC (Campeón y ascenso)
- 2006-2007 ACB - Bruesa GBC (descenso)
- 2007 LEB Plata - Ourense Grupo Juanes
- 2007-2008 LEB Plata - Akasvayu Vic (Ascenso)
- 2008 LEB Oro - Club Melilla Baloncesto Archivado el 6 de febrero de 2022 en Wayback Machine.
- 2008-2009 LEB Bronce - ADT Tarragona (Ascenso)
- 2009-2010 LEB Plata - ADT Tarragona
- 2010-     LEB Plata - River Andorra

## Curiosidades
En el año 2004 firmó un contrato temporal de 15 días con el Tau Vitoria para reforzar los entrenamientos y así consiguió debutar en la máxima competición española: la liga ACB.
Ha militado en todas las categorías del baloncesto español.
Es hijo de dos exjugadores de baloncesto: Ramón Santamaría e Imelda Bengoa.

## Fotos de Jon
Fotos de Jon Santamaría
- Datos: Q9012550